# NGC 4828
NGC 4828 é uma galáxia lenticular (S0) localizada na direcção da constelação de Coma Berenices. Possui uma declinação de +28° 01' 15" e uma ascensão recta de 12 horas, 56 minutos e 42,8 segundos.
A galáxia NGC 4828 foi descoberta em 22 de Abril de 1865 por Heinrich Louis d'Arrest.